# 銀波川
銀波川（ウンパチョン）は朝鮮民主主義人民共和国黄海北道の平山郡と麟山郡にまたがる滅悪山から湧き出て銀波郡で瑞興江に合流する大同江水系の川。長さ71.8km、流域面積364km2、流域の平均幅5.1km、勾配1.9‰、流域中の河川の密度0.49km/km2。

## 自然環境
川底は丘陵地帯を流れる川としては流れが遅く、石灰岩・粘板岩・砂利からなる。流域一帯の基盤岩は、上部原生代祥原系の地層、中生代の地層、新生代第四紀層からなり、構成岩石は石灰岩・礫岩・珪岩など。
上流の年平均降水量は1,000〜1,300 mm。
流域の森林は上流部は主にクヌギで、下流に行くにつれアカマツが多く森を為している。
東幕山（430m）、徳在山（440m）、遮日峯（607m）のある一帯の流域は森林被覆状態・土壌条件が良好である。
生息する魚はコイ、フナ、コウライケツギョ、ウナギなど。
潮汐の影響を下流8kmまで受ける。

## 水利
独立以前は流域は洪水の被害を蒙ってきたが、治山治水作業が行われ、安昌貯水池や数十kmに及ぶ堤防などの水利構造物が建設されて被害は治まったという。
川の水は農地灌漑用水として利用されているだけでなく工業用水・飲料水としても意義が大きい。